# Muraréthát
Muraréthát (horvátul: Štrukovec, vendül Štrükovci) falu Horvátországban Muraköz megyében. Közigazgatásilag Muraszerdahely községhez tartozik.

## Fekvése
Csáktornyától 10 km-re északra, községközpontjától Muraszerdahelytől 6 km-re délre a Muraközi-dombság területén  fekszik.

## Története
A települést 1458-ban "Poss. Strwpkowcz" alakban említik először. A csáktornyai uradalomhoz tartozott.
Az uradalommal együtt 1456-ig a Cillei család birtoka volt. Ezután a Cilleiek többi birtokával együtt Vitovec János horvát bán szerezte meg,  de örökösei elveszítették. Hunyadi Mátyás Ernuszt János budai nagykereskedőnek és bankárnak adományozta, aki megkapta a horvát báni címet is. 1540-ben a csáktornyai Ernusztok kihalása után az uradalom rövid ideig a Keglevich családé, majd 1546-ban I. Ferdinánd király adományából a Zrínyieké lett. 
Miután Zrínyi Pétert 1671-ben felségárulás vádjával halálra ítélték és kivégezték minden birtokát elkobozták, így a birtok a kincstáré lett.  1715-ben III. Károly a Muraközzel együtt gróf Csikulin Jánosnak adta zálogba, de a király 1719-ben szolgálatai jutalmául elajándékozta Althan Mihály János cseh nemesnek. A 18. század végén a Pogledich családé, majd Festetich György  vásárolta meg és a 20. századig a család birtoka maradt.
Vályi András szerint " STRUKOVECZ. Horvát falu Szala Várm. földes Ura Pogledics Uraság, lakosai katolikusok, fekszik Szelniczának szomszédságában, ’s annak filiája; határja sovány."
1910-ben 346, túlnyomórészt horvát lakosa volt. A trianoni békeszerződésig Zala vármegye Csáktornyai járásához tartozott. . 1941 és 1944 között ismét Magyarország része volt. 2001-ben 418 lakosa volt.

## Nevezetességei
A Skapulárés Boldogasszony tiszteletére szentelt kápolnája.
Védett kulturális emlék a volt Festetich-major intézői háza. Földszintes, téglalap alaprajzú, későbarokk-klasszicista stílusú épület, főhomlokzatán árkádos verandával. A muraközi hasonló rendeltetésű épületek tipikus példája.